# Nghĩa Mai
Nghĩa Mai là một xã thuộc tỉnh Nghệ An, Việt Nam. Xã được hình thành trên cơ sở sáp nhập các xã Nghĩa Hồng, Nghĩa Minh và Nghĩa Mai của huyện Nghĩa Đàn trong đợt Sáp nhập tỉnh thành Việt Nam 2025.

## Địa lý
Xã Nghĩa Mai có vị trí địa lý:
- Phía Đông giáp xã Nghĩa Đàn và xã Nghĩa Mai;
- Phía Nam giáp xã Nghĩa Hưng và phường Thái Hòa;
- Phía Tây giáp xã Tam Hợp;
- Phía Bắc giáp tỉnh Thanh Hóa.

Xã Nghĩa Mai có diện tích tự nhiên 146,99 km².

## Hành chính và tên gọi
Xã Nghĩa Mai được thành lập theo Nghị quyết số 1678/NQ-UBTVQH15 của Ủy ban Thường vụ Quốc hội Việt Nam, ban hành ngày 16 tháng 6 năm 2025. Theo đó, sắp xếp toàn bộ diện tích tự nhiên, quy mô dân số của các xã Nghĩa Hồng, Nghĩa Minh và Nghĩa Mai thuộc huyện Nghĩa Đàn trước đây thành một xã mới có tên gọi là xã Nghĩa Mai.
Trước đó, theo Đề án sắp xếp đơn vị hành chính cấp xã tỉnh Nghệ An, xã này là xã Nghĩa Đàn 4.
Sau sắp xếp xã có diện tích tự nhiên: 146,99 km², quy mô dân số: 17.844 người.